# 帕沃洛奇卡
50°3′59″N 27°44′52″E / 50.06639°N 27.74778°E
帕沃洛奇卡（烏克蘭語：Паволочка），是烏克蘭北部的村莊，隸屬日托米爾州的日托米爾區。該村始建於1893年，面積112.1平方公里，海拔高度247米，2001年人口413。